# Євгеній Янев
Євгеній Янев (болг. Евгени Йорданов Янев; нар. 16 травня 1973) – болгарський шахіст, гросмейстер від 2002 року.

## Шахова кар'єра
У фіналах чемпіонатів Болгарії почав брати участь 1989 року. 1992 року представляв свою країну на чемпіонаті Європи серед юніорів до 20 років, який відбувся в Сас ван Генті, поділивши 5-те місце. До кінця 1990-х років не досягнув значних успіхів на міжнародній арені, але у 2001 і 2002 роках здобув кілька турнірних перемог, завдяки яким отримав титул гросмейстера.
Досягнув низки успіхів на міжнародних турнірах, зокрема:
- посів 3-тє місце у Ла-Коруньї (2000, позаду Олега Корнєєва i Міхая Шуби),
- поділив 2-ге місце у Вілагарсія-де-Ароуса (2000, позаду Олега Корнєєва, разом із, зокрема, Ірісберто Еррерою),
- поділив 1-ше місце в Одівелаші (2001, разом з Маттіасом Рьодером),
- поділив 1-ше місце в Лореші (2001, разом з Діого Фернандо),
- поділив 1-ше місце в Кутро (2001, разом з Йорданом Івановим),
- поділив 1-ше місце в Ельгойбарі (2001, разом із, зокрема, Олегом Корнєєвим),
- посів 1-ше місце в Бургасі (2001),
- посів 1-ше місце у Монтекатіні-Терме (2002),
- поділив 2-ге місце у Вероні (2003, позаду Ігоря Міладиновича, разом з Миролюбом Лазичем),
- посів 1-ше місце у Шамбері (2003),
- поділив 1-ше місце у Таррагоні (2003, разом з Артуром Коганом, Талем Абергелем i Жорді Мажемом),
- посів 2-ге місце в Буа-Коломбі (2003, позаду Мануеля Апісельї),
- поділив 1-ше місце в Барбара-дал-Бальєсі (2004, разом з Франком де ла Пасом Пердомо i Юрі Гонсалесом Відалем),
- посів 2-ге місце в Сонячному Березі (2004, позаду Сашо Ніколова),
- посів 1-ше місце в Барселоні (2005),
- поділив 1-ше місце в Стамбулі (2006, разом з Михайлом Гуревичем, Володимиром Бакланом, Георгієм Качеїшвілі, Леваном Панцулаєю, Сергієм Азаровим, Давітом Магалашвілі i Наною Дзагнідзе),
- поділив 2-ге місце в Пловдиві (2007, чемпіонат Болгарії, позаду Красіміра Русєва, разом з Борисом Чаталбашевим, Юліаном Падульським, Маріаном Петровим i Момчілом Ніколовим),
- поділив 2-ге місце в Марсі-л'Етуалі (2007, позаду Володимира Лазарєва, разом з Джозефом Санчесом),
- посів 1-ше місце в Кутро (2011),
- поділив 1-ше місце у Фурмі (2011, разом з Альберто Давідом),

Найвищий рейтинг Ело в кар'єрі мав станом на 1 липня 2011 року, досягнувши 2528 очок займав тоді 14-те місце серед болгарських шахістів.